# Vilaque Copata
Vilaque Copata (auch: Copata oder Vilaque) ist eine Ortschaft im Departamento La Paz im südamerikanischen Anden-Staat Bolivien.

## Lage im Nahraum
Vilaque Copata ist zentraler Ort im Cantón Vilaque Copata und liegt im Municipio Calamarca in der Provinz Aroma auf einer Höhe von 3978 m. Nördlich und südlich von Copata erstreckt sich die weite Ebene des bolivianischen Hochlandes, 10 km östlich der Ortschaft erheben sich die ersten Querriegel des Höhenzuges der Serranía de Sicasica.

## Geographie
Vilaque Copata liegt auf dem bolivianischen Altiplano zwischen den Anden-Gebirgsketten der Cordillera Occidental im Westen und der Cordillera Central im Osten. Das Klima der Region ist ein typisches Tageszeitenklima, bei dem die mittleren Durchschnittstemperaturen im Tagesverlauf stärker schwanken als im Jahresverlauf.
Die Jahresdurchschnittstemperatur der Region liegt bei knapp 9 °C, die Monatswerte schwanken nur unwesentlich zwischen 6 °C im Juli und 10 °C von November bis Februar (siehe Klimadiagramm Viacha). Der Jahresniederschlag beträgt etwa 600 mm, die Monate Mai bis August sind arid mit Monatsniederschlägen von weniger als 15 mm, in den Südsommer-Monaten Januar und Februar werden Monatsniederschläge von mehr als 100 mm gemessen.

## Verkehrsnetz
Vilaque Copata liegt in einer Entfernung von 52 Straßenkilometern südlich von La Paz, der Hauptstadt des Departamentos.
Von La Paz aus führt die Nationalstraße Ruta 2 in westlicher Richtung nach El Alto, von dort 39 Kilometer nach Süden die Ruta 1 über San Antonio de Senkata bis Vilaque Copata und weiter über Calamarca und Caracollo nach Oruro. In Copata zweigt eine unbefestigte Nebenstraße in südwestlicher Richtung zu der sieben Kilometer entfernten Ortschaft Machacamarca ab.

## Bevölkerung
Die Einwohnerzahl des Ortes war in den vergangenen beiden Jahrzehnten Schwankungen unterworfen:
| Jahr | Einwohner | Quelle       |
| ---- | --------- | ------------ |
| 1992 | 574       | Volkszählung |
| 2001 | 723       | Volkszählung |
| 2012 | 588       | Volkszählung |
| 2024 |           | Volkszählung |

Die Region weist einen hohen Anteil an Aymara-Bevölkerung auf, im Municipio Calamarca sprechen 95,7 Prozent der Bevölkerung die Aymara.